# Eugenia di Leuchtenberg (principessa di Hohenzollern-Hechingen)
Eugenia di Leuchtenberg (nome completo Eugénie Hortense Auguste Napléone de Beauharnais; Milano, 22 dicembre 1808 – Freudenstadt, 1º settembre 1847) era una principessa franco-tedesca. Era la seconda figlia femmina di Eugenio di Beauharnais e della principessa Augusta di Baviera, e un membro del Casato di Beauharnais. Nel 1826 sposò Costantino, principe di Hohenzollern-Hechingen.

## Biografia

### Giovinezza

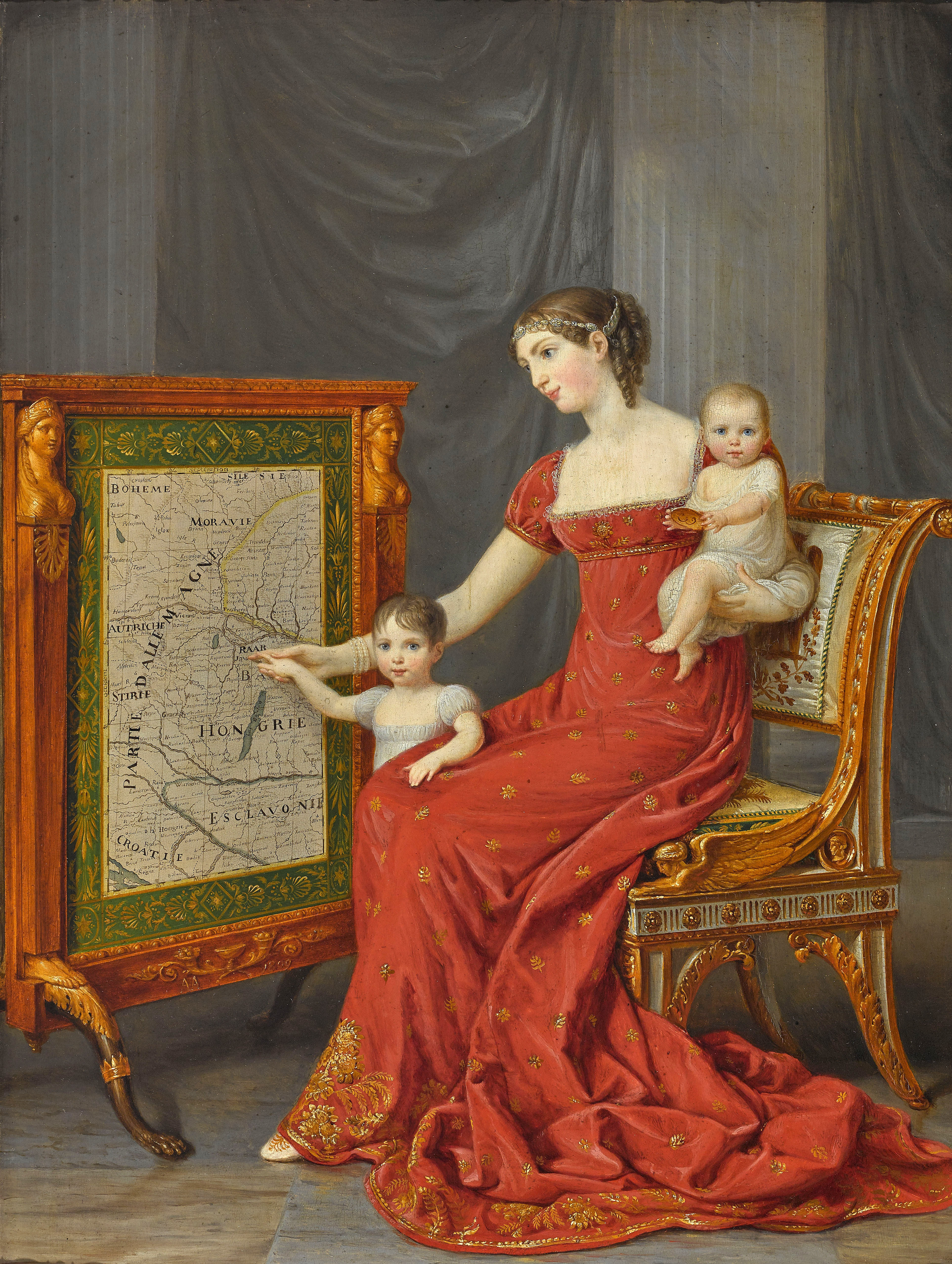
Eugenia in tenera età con la madre, Augusta di Baviera, e la sorella, Giuseppina, in un dipinto di Andrea Appiani del 1809

Nata e allevata da cattolica, Eugenia crebbe nel Palais Leuchtenberg sulla Ludwigstraße a Monaco di Baviera e spesso trascorreva i mesi estivi con i suoi genitori al castello di Eugensberg, un castello fatto costruire sul Lago di Costanza (in quella che oggi è Salenstein) da suo padre. L'atteggiamento della famiglia era principesco in ogni aspetto - l'inviato francese Coulomb scrisse nel 1822: "Il Principe Eugène de Beauharnais vive in modo più lussuoso rispetto alla corte [di Napoleone]". Il loro Palazzo a Monaco di Baviera era stato costruito dal famoso architetto bavarese Leo von Klenze per oltre 2 milioni di fiorini. Oltre al palazzo a Monaco di Baviera e al castello di Eugensberg, la famiglia aveva residenze a Eichstätt e Ismaning. Alla morte del padre nel 1824, Eugenia ereditò il castello di Eugensberg.

### Matrimonio
Il 22 maggio 1826 Eugenia sposò il cattolico Principe Ereditario Costantino di Hohenzollern-Hechingen a Eichstätt. Eugenia portò l'Hofkavalier Gustav von Billing (nato a Leuchtenberg) ad Hechingen come il suo consulente finanziario - egli gestì la sua ampia dote per conto di sua madre e rapidamente guadagnò la fiducia di Costantino come consulente. Dal 1833 Eugenia e suo marito vissero al castello di Lindich vicino Hechingen, il capoluogo del casato di Hohenzollern-Hechingen, anche se trascorrevano gran parte dei mesi estivi al castello di Eugensberg, mantenendo così in contatto con la zia Ortensia e suo cugino Luigi Napoleone, che sarebbe diventato in seguito Napoleone III.

### Vita ad Hechingen
Eugenia aveva una grande brama di vivere e andò persino a caccia di cervi con il marito nel 1831. La coppia faceva molti viaggi a Monaco di Baviera, al castello di Eugensburg sul Lago di Costanza, alla residenza estiva dei Re di Baviera a Tegernsee e nel 1833 un Grand Tour in Italia, che durò circa 18 mesi e andarono fino in Sicilia.
Eugenia vendette poi il castello di Eugensberg per 32 000 fiorini a Heinrich von Kiesow di Augusta. Il ricavato di tale vendita finanziò la ricostruzione di Villa Eugenia a Hechingen, dove la coppia prese residenza nel 1834. Nella parte sud del parco della villa, acquistò il Gasthaus Zur Silberburg e nel 1844 lo ricostruì come un'altra villa. Anche i giardini circostanti furono acquistati e trasformati in paesaggio all'inglese, ora noto come il Fürstengarten.
Fra gli ospiti famosi della coppia ad Hechingen si contavano suo cugino Napoleone III, Hector Berlioz e Franz Liszt. La Hofkapelle aveva un buon coro e dal 1843 la Villa ospitò concerti domenicali dei membri della Museumsgesellschaft (Associazione del Museo) e del Musikverein (Società della Musica).
Rimasta senza figli trovò un crescente conforto nella devozione, istituendo una casa per anziani ad Hechingen e (nel 1839) un grande Kinderbewahranstalt per la città (l'edificio che ospitava la seconda contiene un busto di lei ed è ora l'Amtsgericht). Quest'ultimo fu fondato per quei bambini i cui genitori "erano spesso ostacolati dalle difficoltà economiche o domestiche, a casa o nei campi, nell'educare i propri figli piccoli".
Curò suo suocero Federico per quattro anni, mortalmente malato per le ferite di guerra, che morì nel 1838 al castello di Lindich. Ogni giovedì santo, Eugenia e suo marito lavavano i piedi a dodici persone anziane e bisognose locali e poi li invitavano a un Apostelmahl o ultima cena nel Billardhäuschen nel Fürstengarten.

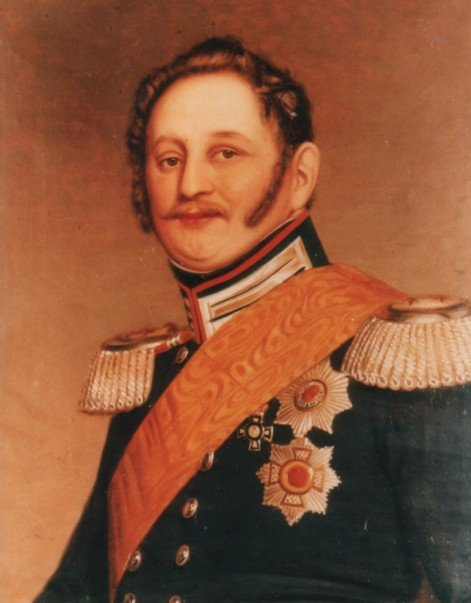
Costantino di Hohenzollern-Hechingen
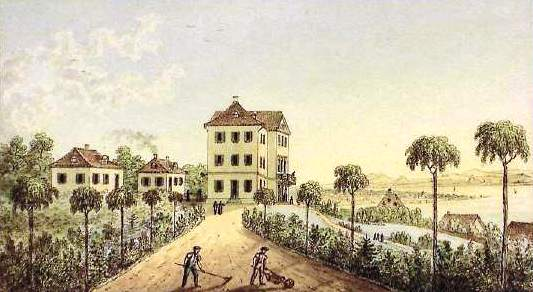
Il castello di Eugensberg nel 1850
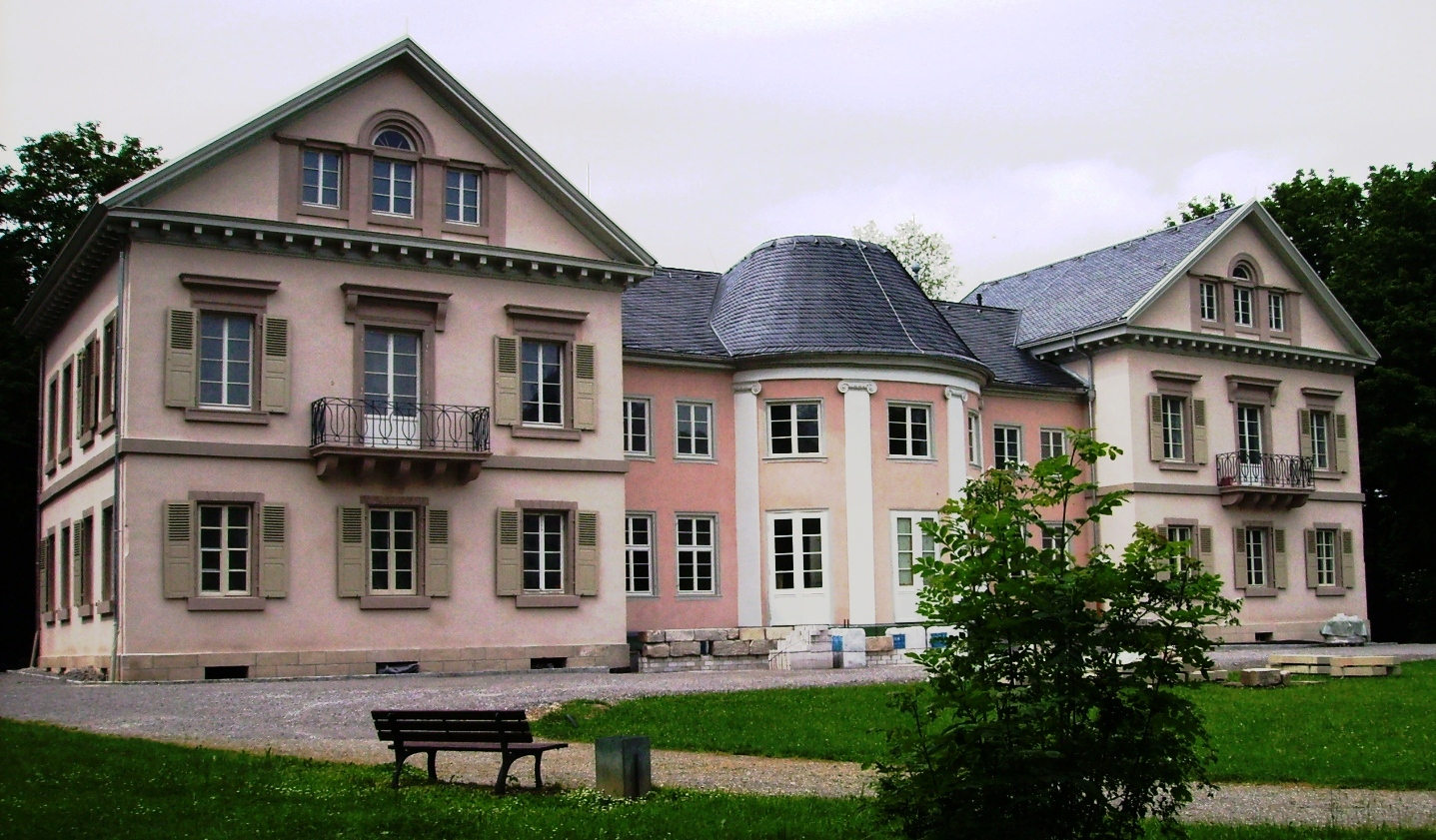
Villa Eugenia a Hechingen
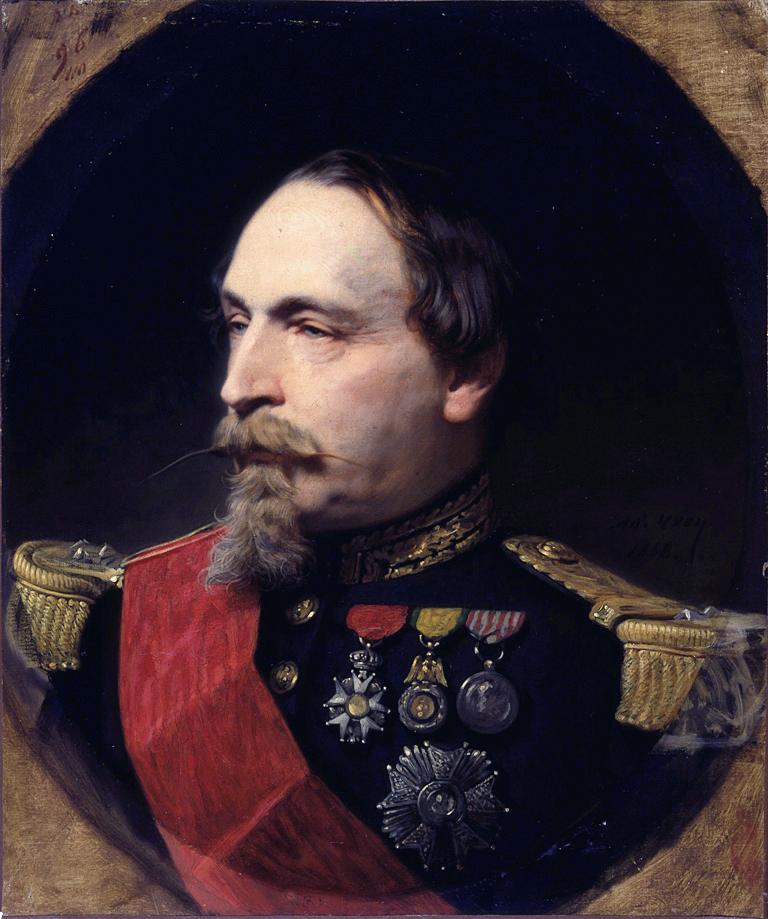
Napoleone III di Francia ritratto da Adolphe Yvon
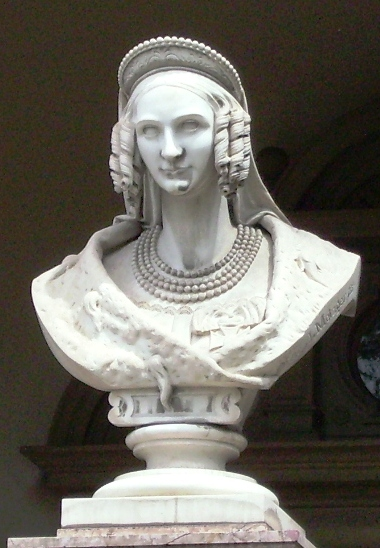
Busto di Eugenia de Beauharnais alla Kinderbewahranstalt a Hechingen che ella ha fondato
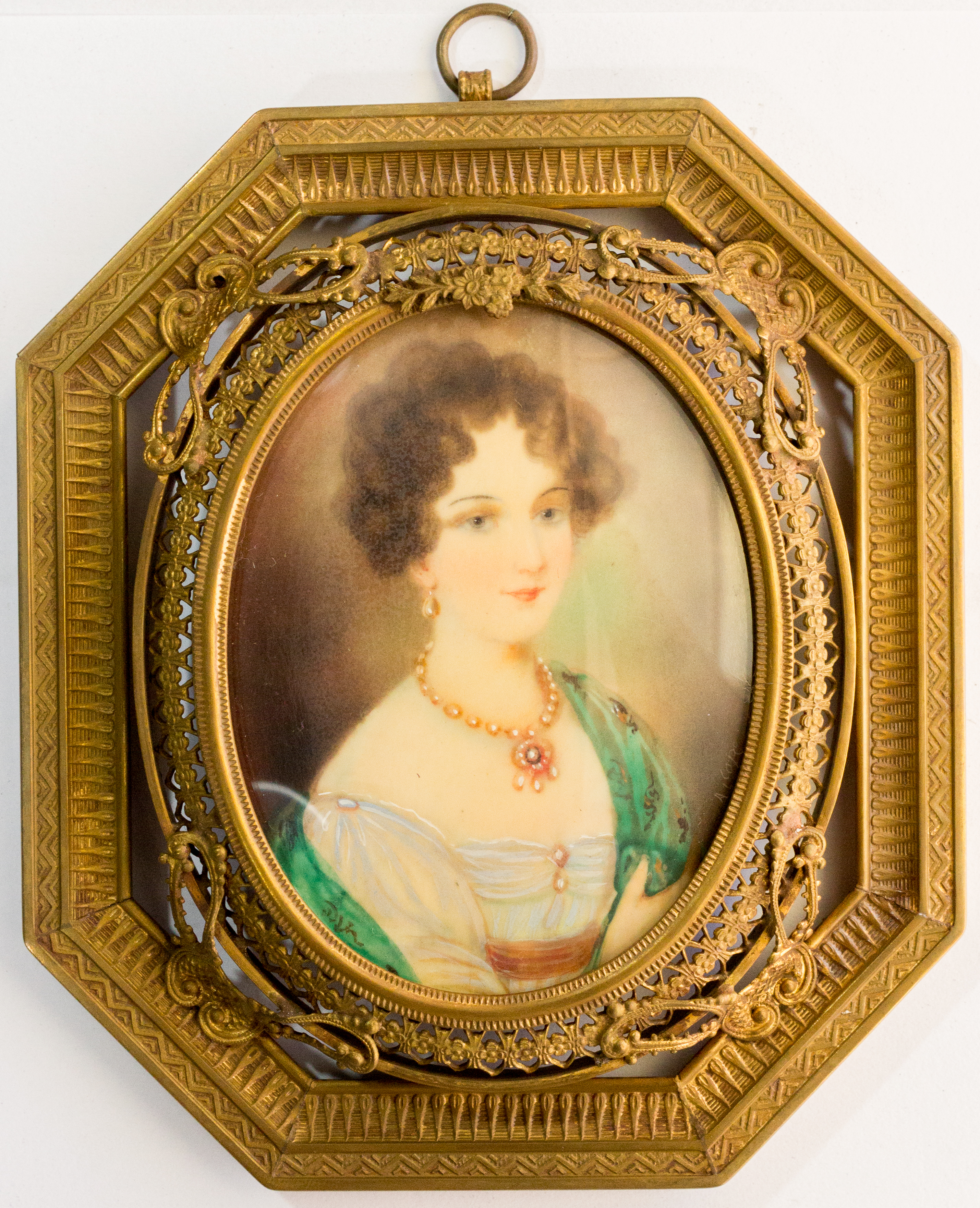
La Beauharnais in una miniatura
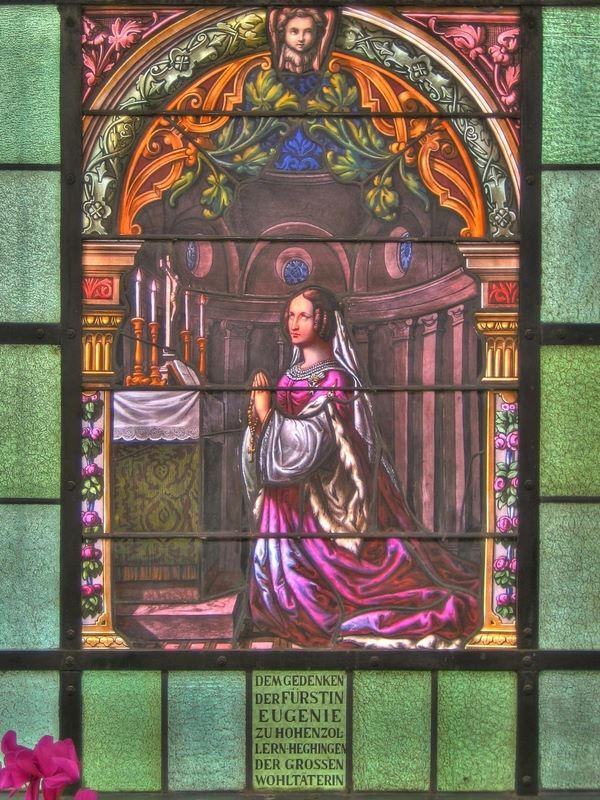
Eugenia in una vetrata di una chiesa

### Ultimi anni e morte
Eugenia si ammalò di tubercolosi e nell'inverno del 1846 si trasferì nella cosiddetta Hofküche direttamente dietro Villa Eugenia, poiché la Hofküche poteva essere meglio riscaldata. I suoi medici le diedero cure bizzarre, inclusa l'inalazione di fumi di sterco di vacca e la combustione di canna di moxa sul petto. A causa del rischio di contagio della malattia, poteva vedere suo marito soltanto raramente, e persino a distanza. Nell'estate 1847 partì per tentare una cura alle terme di Badenweiler ma nel viaggio di ritorno morì all'Hotel Post a Freudenstadt il 1º settembre 1847. Fu sepolta nella cripta davanti all'altare maggiore della chiesa abbaziale di Hechingen. Il suo cuore fu conservato in una tazza, in una nicchia all'ingresso principale della chiesa abbaziale. Nel suo testamento lasciò la sua fortuna di 273.000 fiorini in beneficenza.

## Ascendenza
|                                                |                                            |                                                        | Genitori                                                              |  |  | Nonni |  |  | Bisnonni                                                  |  |  | Trisnonni                                        |  |
|                                                |                                            |                                                        |                                                                       |  |  |       |  |  | François de Beauharnais, marchese de la Ferte-Beauharnais |  |  | Claude de Beauharnais, conte des Roches-Baritaud |  |
|                                                |                                            |                                                        |                                                                       |  |  |       |  |  | François de Beauharnais, marchese de la Ferte-Beauharnais |  |  | Claude de Beauharnais, conte des Roches-Baritaud |  |
|                                                |                                            | Renée Hardouineau de Laudanière                        |                                                                       |  |  |       |  |  | François de Beauharnais, marchese de la Ferte-Beauharnais |  |  |                                                  |  |
| Alessandro di Beauharnais                      |                                            |                                                        |                                                                       |  |  |       |  |  | François de Beauharnais, marchese de la Ferte-Beauharnais |  |  |                                                  |  |
|                                                |                                            | Henriette Pyvart de Chastullé                          | François-Louis de Pyvart de Chastullé                                 |  |  |       |  |  |                                                           |  |  |                                                  |  |
|                                                |                                            | Henriette Pyvart de Chastullé                          | François-Louis de Pyvart de Chastullé                                 |  |  |       |  |  |                                                           |  |  |                                                  |  |
|                                                |                                            | Henriette Pyvart de Chastullé                          | Jeanne Hardouineau de Laudanière                                      |  |  |       |  |  |                                                           |  |  |                                                  |  |
| Eugenio di Beauharnais                         |                                            | Henriette Pyvart de Chastullé                          |                                                                       |  |  |       |  |  |                                                           |  |  |                                                  |  |
|                                                |                                            | Joseph-Gaspard de Tascher de La Pagerie                | Gaspard Joseph Tascher de La Pagerie                                  |  |  |       |  |  |                                                           |  |  |                                                  |  |
|                                                |                                            | Joseph-Gaspard de Tascher de La Pagerie                | Gaspard Joseph Tascher de La Pagerie                                  |  |  |       |  |  |                                                           |  |  |                                                  |  |
|                                                |                                            | Joseph-Gaspard de Tascher de La Pagerie                | Françoise Bourreau de la Chevalerie                                   |  |  |       |  |  |                                                           |  |  |                                                  |  |
| Maria Giuseppina Rosa de Tascher de la Pagerie |                                            | Joseph-Gaspard de Tascher de La Pagerie                |                                                                       |  |  |       |  |  |                                                           |  |  |                                                  |  |
|                                                |                                            | Rose Claire des Vergers de Sanois                      | Joseph François des Vergers de Sanois                                 |  |  |       |  |  |                                                           |  |  |                                                  |  |
|                                                |                                            | Rose Claire des Vergers de Sanois                      | Joseph François des Vergers de Sanois                                 |  |  |       |  |  |                                                           |  |  |                                                  |  |
|                                                |                                            | Rose Claire des Vergers de Sanois                      | Catherine Marie Brown                                                 |  |  |       |  |  |                                                           |  |  |                                                  |  |
| Eugenia di Leuchtenberg                        |                                            | Rose Claire des Vergers de Sanois                      |                                                                       |  |  |       |  |  |                                                           |  |  |                                                  |  |
|                                                | Federico Michele di Zweibrücken-Birkenfeld | Cristiano III del Palatinato-Zweibrücken               |                                                                       |  |  |       |  |  |                                                           |  |  |                                                  |  |
|                                                | Federico Michele di Zweibrücken-Birkenfeld | Cristiano III del Palatinato-Zweibrücken               |                                                                       |  |  |       |  |  |                                                           |  |  |                                                  |  |
|                                                | Federico Michele di Zweibrücken-Birkenfeld | Carolina di Nassau-Saarbrücken                         |                                                                       |  |  |       |  |  |                                                           |  |  |                                                  |  |
| Massimiliano I Giuseppe di Baviera             | Federico Michele di Zweibrücken-Birkenfeld |                                                        |                                                                       |  |  |       |  |  |                                                           |  |  |                                                  |  |
|                                                |                                            | Maria Francesca del Palatinato-Sulzbach                | Giuseppe Carlo del Palatinato-Sulzbach                                |  |  |       |  |  |                                                           |  |  |                                                  |  |
|                                                |                                            | Maria Francesca del Palatinato-Sulzbach                | Giuseppe Carlo del Palatinato-Sulzbach                                |  |  |       |  |  |                                                           |  |  |                                                  |  |
|                                                |                                            | Maria Francesca del Palatinato-Sulzbach                | Elisabetta Augusta Sofia del Palatinato-Neuburg                       |  |  |       |  |  |                                                           |  |  |                                                  |  |
| Augusta di Baviera                             |                                            | Maria Francesca del Palatinato-Sulzbach                |                                                                       |  |  |       |  |  |                                                           |  |  |                                                  |  |
|                                                |                                            | Giorgio Guglielmo d'Assia-Darmstadt                    | Luigi VIII d'Assia-Darmstadt                                          |  |  |       |  |  |                                                           |  |  |                                                  |  |
|                                                |                                            | Giorgio Guglielmo d'Assia-Darmstadt                    | Luigi VIII d'Assia-Darmstadt                                          |  |  |       |  |  |                                                           |  |  |                                                  |  |
|                                                |                                            | Giorgio Guglielmo d'Assia-Darmstadt                    | Carlotta di Hanau-Lichtenberg                                         |  |  |       |  |  |                                                           |  |  |                                                  |  |
| Augusta Guglielmina d'Assia-Darmstadt          |                                            | Giorgio Guglielmo d'Assia-Darmstadt                    |                                                                       |  |  |       |  |  |                                                           |  |  |                                                  |  |
|                                                |                                            | Maria Luisa Albertina di Leiningen-Dagsburg-Falkenburg | Cristiano Carlo Reinardo di Leiningen-Dachsburg-Falkenburg-Heidesheim |  |  |       |  |  |                                                           |  |  |                                                  |  |
|                                                |                                            | Maria Luisa Albertina di Leiningen-Dagsburg-Falkenburg | Cristiano Carlo Reinardo di Leiningen-Dachsburg-Falkenburg-Heidesheim |  |  |       |  |  |                                                           |  |  |                                                  |  |
|                                                |                                            | Maria Luisa Albertina di Leiningen-Dagsburg-Falkenburg | Caterina Polissena di Solms-Rödelheim                                 |  |  |       |  |  |                                                           |  |  |                                                  |  |
|                                                |                                            | Maria Luisa Albertina di Leiningen-Dagsburg-Falkenburg |                                                                       |  |  |       |  |  |                                                           |  |  |                                                  |  |